# Enough Said (filme)
Enough Said (bra: À Procura do Amor; prt: Enough Said) é um filme do gênero comédia romântica estreado em 2013 e dirigido pela diretora Nicole Holofcener. O filme é estrelado pela atrizes Julia Louis-Dreyfus e Toni Collette e pelo ator James Gandolfini.

## Elenco
- Julia Louis-Dreyfus -  Eva
- James Gandolfini -  Albert
- Catherine Keener - Marianne
- Toni Collette -  Sarah
- Ben Falcone -  Will
- Tracey Fairaway - Ellen
- Eve Hewson - Tess
- Toby Huss - Peter

## Premiações e indicações
- Boston Society of Film Critics - Melhor Ator para James Gandolfini
- Alliance of Women Film Journalists - Melhor Direção - Nicole Holofcener

Indicações
- Critics' Choice Movie Award - Melhor atriz para Julia Louis-Dreyfus
- Golden Globe Award - Melhor atriz de comédia - Julia Louis-Dreyfus
- Satellite Award - Melhor Atriz para Julia Louis-Dreyfus
- Screen Actors Guild Award - Melhor ator para James Gandolfini
- Independent Spirit Awards - Melhor ator para James Gandolfini

## Recepção
O filme recebeu criticas positivas estando entre os melhores filmes de 2013. Rotten Tomatoes deu ao filme uma pontuação de 95% com base em 194 comentários, muitos deles elogiando a interpretação de Louis-Dreyfus e de Gandolfini. O Metacritic, deu ao filme uma pontuação de 79 em 100, significando "avaliações favoráveis" entre os 45 melhores críticos.